# József Rády
József Rády (22 de septiembre de 1884-11 de octubre de 1957) fue un deportista húngaro que compitió en esgrima, especialista en las modalidades de florete y sable.
Participó en dos Juegos Olímpicos de Verano en los años 1924 y 1928, obteniendo dos medallas, plata en París 1924 y oro en Ámsterdam 1928. Ganó dos medallas en el Campeonato Mundial de Esgrima en los años 1930 y 1931.

## Palmarés internacional
| Juegos Olímpicos   | Juegos Olímpicos         | Juegos Olímpicos | Juegos Olímpicos    |
| Año                | Lugar                    | Medalla          | Prueba              |
| ------------------ | ------------------------ | ---------------- | ------------------- |
| 1924               | París (Francia)          | Medalla de plata | Sable por equipos   |
| 1928               | Ámsterdam (Países Bajos) | Medalla de oro   | Sable por equipos   |
| Campeonato Mundial |                          |                  |                     |
| Año                | Lugar                    | Medalla          | Prueba              |
| 1930               | Lieja (Bélgica)          | Medalla de oro   | Sable por equipos   |
| 1931               | Viena (Austria)          | Medalla de plata | Florete por equipos |